# Thomas Chegaray de Sandos
Pour les articles homonymes, voir Chegaray.
Thomas Chegaray de Sandos, né le 24 mars 1756 à Bayonne (Pyrénées-Atlantiques), mort le 8 février 1797 à Milan (Italie), est un général de brigade de la Révolution française.

## États de service
Il entre en service le 12 octobre 1772, aux Gardes de la porte, et il est réformé le 1er octobre 1787.
Il reprend du service le 10 mars 1788, comme lieutenant en premier au régiment Royal-Liégeois, et il devient adjudant major au 1er bataillon de volontaires du Haut-Rhin le 27 novembre 1791, puis il passe capitaine le 3 mai 1792, au 101e régiment d’infanterie.
Le 21 juillet 1792, il rejoint les hussards de la légion des Alpes avec le grade de lieutenant-colonel, et le 8 mars 1793, il est nommé adjudant-général chef de bataillon. Elevé au grade de chef de brigade provisoire le 10 août 1793, il assiste au siège de Toulon de septembre à décembre 1793. En janvier 1794, il devient chef d’état-major à l’armée des Alpes, et il est confirmé dans son grade le 5 décembre 1794.
Il est promu général de brigade le 13 juin 1795, et le 14 octobre 1795, il s’empare d’une redoute placée dans la gorge de Champsac.
En 1796, il est affecté à l’armée d’Italie sous le commandement du général Bonaparte, et il est blessé mortellement le 14 janvier 1797, à la bataille de Rivoli. 
Il meurt le 8 février 1797, à Milan, des suites de sa blessure.

## Sources
- (en) « Generals Who Served in the French Army during the Period 1789 - 1814: Eberle to Exelmans »
- Galeries historiques du Palais de Versailles, tome IV, 1840, 548 p. (lire en ligne), p. 64
- (pl) « Napoléon.org.pl »
- Jacques Charavay, Les généraux morts pour la patrie, 1792-1871 : notice biographiques, Au siège de la société, 1893, 160 p. (lire en ligne), p. 48.